# Mae Louise Miller
Mae Louise Miller, nata Mae Louise Wall (Gillsburg, 24 agosto 1943 – 2014), è stata una donna statunitense mantenuta in condizioni di schiavitù moderna, nota come peonage, vicino a Gillsburg, Mississippi, e a Kentwood, Louisiana, fino a quando la sua famiglia non ha ottenuto la libertà all'inizio del 1961..

## Biografia
Nel 2003 Mae Louise Miller e i sei suoi fratelli si sono uniti in un'azione legale collettiva chiedendo risarcimenti ai discendenti di persone schiavizzate da diverse società private con l'aiuto dell'avvocato Deadria Farmer-Paellmann. La Miller ha dichiarato a NPR che "forse non ero libera, ma forse posso liberare qualcun altro. Ci sono un sacco di persone là fuori che sono davvero schiavizzate e non sanno come uscirne". Nel 2004 un giudice ha archiviato la causa.
La storia della Miller è stata portata alla luce quando ha parlato con la storica Antoinette Harrell, che l'ha evidenziata nel breve documentario The Untold Story: Slavery in the 20th Century. La sua storia ha ispirato il film del 2022 Alice.